# 益田市立吉田小学校
益田市立吉田小学校（ますだしりつ よしだしょうがっこう）は、島根県益田市にある市立小学校。略称は「吉小（よししょう）」。

## 通学区域
校区は9区（「あけぼの西・東・本町」「乙吉町」「かもしま西・東・北町」「久城町」「栄町」「下本郷町」「中須町」「中島町」「中吉田町」）に分かれている。そのため、児童数・教職員数は市内1位である。